# ریکا ماسویا
ریکا ماسویا (انگلیسی: Rika Masuya؛ زادهٔ ۱۴ سپتامبر ۱۹۹۵) بازیکن فوتبال اهل ژاپن است.
از باشگاه‌هایی که در آن بازی کرده‌است می‌توان به باشگاه فوتبال آی ان ای سی کوبه لئونسا اشاره کرد.
وی همچنین در تیم‌های ملی فوتبال زیر ۱۷ سال زنان ژاپن و زنان ژاپن بازی کرده‌است.